# المسيح الدجال
المسيح الدجال أو الأعور الدجال هو لقب لرجل من بني آدم، يعطيه الله معجزات وقدرات اختبارا منه وفتنة للبشر. يُعَدُّ ظهوره من علامات الساعة الكبرى عند المسلمين، والمقصود بالدجال: الكذَّاب من الدَّجَل والتغطية.
المسيح الدجالُ شخصٌ يظهر ويخرج آخرَ الزمان، أعطاه الله قدرات كي يختبر الناس. يخرج في أصفهان في قرية يهودية، ويتبعه فيها وحدها سبعون ألف يهودي عليهم الطيالسة. فيدعي بادئ أمره أنه رجل صالح، ثم يدعي أنه ملك، ثم يدعي أنه نبي، وفي الاخير يدعي أنه الرب نفسه. هدفه القدس، لكنه سيموت في النهاية، يُقتل على يد النبي عيسى بن مريم بمدينة اللد.
يقول الإمام الرازي: « وأمّا المسيح الدجّال فإنّما سُمّي مسيحاً لأحد وجهين، أولهما: لأنّه ممسوح العين اليمنى، وثانيهما: لأنّه يمسح الأرض أي يقطعها في زمن قصير، لهذا قيل لهُ: دجّال لضربهِ في الأرض وقطعهِ أكثر نواحيها. وقيل سُمّي دجّالاً من قوله: دَجَلَ الرجلُ إذا مَوَّه ولبَّس.»

## سبب تسميته بالمسيح الدجال

### سبب تسميته بالدجال
معنى الدَّجل: هو الخلط والتلبيس، فيقال: دَجَلَ إذا لبّس ومَوَّهَ. ومعنى الدجال: المُمَوِّه الكذاب، الذي يُكثِر من الكذب والتلبيس. فمعناه: كثير الكذب. ولفظة "الدجَّال" أصبحت عَلَمَاً على المسيح الأعور الكذاب، وسمي الدجال دجالاً: لأنه يغطي على الناس كفره بكذبه وتمويهه وتلبيسه عليهم.

### سبب تسمية الدجال بالمسيح
قال العلماء عن سبب تسمية الدجال بالمسيح عدة أقوال، أرجحُها لأن إحدى عينيه ممسوحة، فَعَن أنس بن مالك، أن رسول الله قال: «الدجال ممسوح العين مكتوب بين عينيه كافر».

## الأدلة على وجود الدجال من الأحاديث
- عن أم المؤمنين عائشة بنت أبي بكر، أن رسول الله كان يدعو في الصلاة ويقول: (اللهم إني أعوذ بك من عذاب القبر، وأعوذ بك من فتنة المسيح الدجال) رواه البخاري (789).
- وعن أنس بن مالك، قال رسول الله: (ما بُعِثَ نبي إلا أنذر أمته الأعور الكذّاب) رواه البخاري (6598).
- وعن عُبَادَة بن الصَّامت، قال رسول الله: (إني قد حدثتكم عن الدجال حتى خشيت أن لا تعقلوا) رواه أبو داوود (3763).
- وعن عبد الله بن عمر، قال رسول الله: (ألا إن المسيح الدجال أعور العين اليمنى) رواه البخاري (3184).
- وعن أنس بن مالك، قال رسول الله: (الدجال ممسوح العين مكتوب بين عينيه كافر) رواه مسلم (5221).

| المسيح الدجال | لم يرد ذكر المسيح الدجال صراحة بالنص في القرآن لكن بعض المفسرين يرون أن هناك آيات تدل عليه في القرآن مثل الآية 158 من سورة الأنعام : (هَلْ يَنْظُرُونَ إِلا أَنْ تَأْتِيَهُمُ الْمَلائِكَةُ أَوْ يَأْتِيَ رَبُّكَ أَوْ يَأْتِيَ بَعْضُ آيَاتِ رَبِّكَ يَوْمَ يَأْتِي بَعْضُ آيَاتِ رَبِّكَ لا يَنْفَعُ نَفْسًا إِيمَانُهَا لَمْ تَكُنْ آمَنَتْ مِنْ قَبْلُ أَوْ كَسَبَتْ فِي إِيمَانِهَا خَيْرًا قُلِ انْتَظِرُوا إِنَّا مُنْتَظِرُونَ)، بينما ورد ذكره صراحة في السنة النبوية المطهرة وذلك في عديد من الأحاديث مثل حديث تميم الداري | المسيح الدجال |

والمصادر الإسلامية في السيرة النبوية والأحاديث الصحيحة عن النبي محمد غنية بأخبار وأحاديث الدجال.
روي عن فاطمة بنت قيس  أن رسول اللّه ﷺ قال: 
| المسيح الدجال | أنها قالت: سمعت نداء المنادي (منادي الرسول) ينادي الصلاة جامعة، فخرجت إلى المسجد فصليت مع رسول الله؛ وكنت في النساء اللواتي يلين ظهور القوم؛ فلما قضى رسول الله صلاته جلس على المنبر وهو يضحك فقال: (ليلزم كل إنسان مصلاه). ثم قال:(أتدرون لما جمعتكم؟) قالوا: الله ورسوله أعلم. قال: (والله إني ما جمعتكم لرغبة ولا لرهبة، ولكن جمعتكم لأن تميما الداري كان رجلا نصرانيا فجاء فبايع وأسلم وحدثني حديثا وافق الذي كنت أحدثكم عن المسيح الدجال. حدثني أنه ركب في سفينة بحرية مع ثلاثين رجلا من لخم وجذام، فلعب بهم الموج شهرا في البحر ثم أرفئوا إلى جزيرة في البحر حين مغرب الشمس، فجلس في اقرُب السفينة فدخلوا الجزيرة فلقيتهم دابة أهلب كثيرة الشعر لا يدرون ما قبله من دبره من كثرة الشعر فقالوا: (ويلك ما أنت؟) فقالت: (أنا الجساسة)، قالوا: (وما الجساسة؟) قالت: (أيها القوم انطلقوا إلى هذا الرجل في الدير فإنه إلى خبركم بالأشواق). قال: (لما سمّت لنا رجلا فرِقنا منها أن تكون شيطانة). قال: (فانطلقنا سراعا حتى دخلنا الدير. فإذا فيه أعظم إنسان رأيناه قط وأشده وثاقا مجموعة يداه إلى عنقه ما بين ركبتيه إلى كعبيه بالحديد) قلنا: (ويلك ما أنت؟) قال: (قد قدرتم على خبري فأخبروني ما أنتم؟) قالوا: (نحن أناس من العرب ركبنا في سفينة بحرية فصادفنا البحر حتى اغتلم فلعب بنا الموج شهرا ثم أرفينا إلى جزيرتك هذه فجلسنا في أقرُبها فدخلنا الجزيرة فلقيتنا دابة أهلب كثير الشعر لا ندري قبله من دبره من كثرة الشعر فقلنا ويلك ما أنت؟ فقالت أنا الجساسة قلنا وما الجساسة؟ قالت اعمدوا إلى هذا الرجل بالدير. فإنه إلى خبركم بالأشواق. فأقبلنا إليك سراعا وفزعنا منها ولم نأمن أن تكون شيطانة) فقال: (أخبروني عن نخل بيسان) فقلنا: (عن أي شأنها تستخبر ؟) قال: (أسألكم عن نخلها هل يثمر ؟) قلنا: (نعم) قال: (أما أنها يوشك ان لا يثمر). قال: (أخبروني عن بحيرة طبرية. قلنا: (عن أي شأنها تستخبر؟) قال: (هل فيها ماء؟)، قلنا: (هي كثيرة الماء) قال: (إن ماءها يوشك أن يذهب). قال: (أخبروني عن عين زغر). قالوا : (عن أي شأنها تستخبر؟) قال: (هل في العين ماء؟ وهل يزرع أهلها بماء العين؟) قلنا له: (نعم هي كثيرة الماء وأهلها يزرعون من مائها). قال: (أخبروني عن نبي الأميين ما فعل؟) قالوا: (قد خرج من مكة ونزل يثرب) قال: (أقاتلته العرب؟) قلنا: (نعم) قال: (كيف صنع بهم؟) فأخبرناه أنه قد ظهر على من يليه من العرب وأطاعوه. قال لهم: (قد كان ذاك أما أن ذلك خير لهم أن يطيعوه، وإني أخبركم عني: أنا المسيح الدجال، وأني أوشك أن يؤذن لي في الخروج فأخرج فأسير في الأرض فلا أدع قرية إلا هبطتها في أربعين ليلة غير مكة وطيبة فهما محرمتان علي كلتاهما كلما أردت أن أدخل واحدة أو أحداهما استقبلني ملَك بيده السيف صلتاً يصدني عنها وإن على كل نقب منها ملائكة يحرسونها) قالت فاطمة: قال رسول الله وطعن بمخصرته في المنبر: (هذه طيبة. هذه طيبة. هذه طيبة) يعني المدينة (ألا هل كنت حدثتكم ذلك فقال الناس: (نعم) قال الرسول: (فإنه أعجبني حديث تميم فإنه وافق الذي كنت أحدثكم عنه وعن المدينة ومكة إلا أنه في بحر الشام أو في بحر اليمن لا بل من المشرق ما هو من قبل المشرق ما هو من قبل المشرق وأومأ بيده الشريفة إلى المشرق) | المسيح الدجال |

روي في  : 
| المسيح الدجال | قال الرسول : (يا أيها الناس! إنها لم تكن فتنة على وجه الأرض منذ ذرأ الله ذرية آدم أعظم من فتنة الدجال، وإن الله عز وجل لم يبعث نبيا إلا حذر أمته الدجال، وأنا آخر الأنبياء وأنتم آخر الأمم وهو خارج فيكم لا محالة. فإن يخرج وأنا بين أظهركم فأنا حجيج لكل مسلم، وإن يخرج من بعدي فكل امْرِئٍ حجيج نفسه، والله خليفتي على كل مسلم. وإنه يخرج من خلة بين الشام والعراق، فيعيث يمينا وشمالا. يا عباد الله! أيها الناس! فاثبتوا فإني سأصفه لكم صفة لم يصفها إياه قبلي نبي. إنه يبدأ فيقول: "أنا نبي ولا نبي بعدي" ثم يثني فيقول: "أنا ربكم" ولا ترون ربكم حتى تموتوا، وإنه أعور وإن ربكم ليس بأعور، وإنه مكتوب بين عينيه "كافر" يقرؤه كل مؤمن كاتب أو غير كاتب. وإن من فتنته أن معه جنة ونارا، فناره جنة وجنته نار، فمن ابتلي بناره فليستغث بالله وليقرأ فواتح الكهف، فتكون بردا وسلاما كما كانت النار على إبراهيم. وإن من فتنته أن يقول للأعرابي: "أرأيت إن بعثت لك أباك وأمك أتشهد أني ربك ؟" فيقول: "نعم" فيتمثل له شيطانان في صورة أبيه وأمه فيقولان: "يا بني اتبعه فإنه ربك". وإن من فتنته أن يسلط على نفس واحدة فيقتلها ينشرها بالمنشار حتى تلقى شقين ثم يقول: "انظروا إلى عبدي هذا فإني أبعثه" ثم يزعم أن له ربا غيري فيبعثه الله ويقول له الخبيث: "من ربك ؟" فيقول: "ربي الله وأنت عدو الله. أنت الدجال والله ما كنت قط أشد بصيرة بك مني اليوم". وإن من فتنته أن يأمر السماء أن تمطر فتمطر ويأمر الأرض أن تنبت فتنبت. وإن من فتنته أن يمر بالحي فيكذبونه فلا يبقى لهم سائمة إلا هلكت. وإن من فتنته أن يمر بالحي فيصدقونه فيأمر السماء أن تمطر فتمطر ويأمر الأرض أن تنبت فتنبت حتى تروح مواشيهم من يومهم ذلك أسمن ما كانت وأعظمه وأمده خواصر وأدره ضروعا. وإنه لا يبقى شيء من الأرض إلا وطئه وظهر عليه إلا مكة والمدينة لا يأتيهما من نقب من أنقابهما إلا لقيته الملائكة بالسيوف صلتة، حتى ينزل عند الضريب الأحمر عند منقطع السبخة، فترجف المدينة بأهلها ثلاث رجفات فلا يبقى فيها منافق ولا منافقة إلا خرج إليه، فتنفي الخبيث منها كما ينفي الكير خبث الحديد، ويدعى ذلك اليوم يوم الخلاص. قيل: فأين العرب يومئذ؟ قال: هم يومئذ قليل، وجلهم ببيت المقدس. وإمامهم رجل صالح. فبينما إمامهم قد تقدم يصلي بهم الصبح إذ نزل عليهم عيسى ابن مريم الصبح. فرجع ذلك الإمام ينكص يمشي القهقرى ليتقدم عيسى، فيضع عيسى يده بين كتفيه ثم يقول له: "تقدم فصل فإنها لك أقيمت". فيصل بهم إمامهم فإذا انصرف قال عيسى: "افتحوا الباب" فيفتحون ووراءه الدجال معه سبعون ألف يهودي كلهم ذو سيف محلى وساج. فإذا نظر إليه الدجال ذاب كما يذوب الملح في الماء وينطلق هاربا. ويقول عيسى: "إن لي فيك ضربة لن تسبقني" فيدركه عند باب لد الشرقي فيقتله، فيهزم الله اليهود فلا يبقى شيء مما خلق الله عز وجل يتواقى به يهودي إلا أنطق الله ذلك الشيء لا حجر ولا شجر ولا حائط ولا دابة، إلا الغرقدة فإنها من شجرهم لا تنطق، إلا قال: "يا عبد الله المسلم. هذا يهودي فتعال اقتله". فيكون عيسى بن مريم في أمتي حكما عدلا وإماما مقسطا يدق الصليب ويذبح الخنزير ويضع الجزية ويترك الصدقة، فلا يسعى على شاة ولا بعير، وترفع الشحناء والتباغض، وتنزع حمة كل ذات حمة حتى يدخل الوليد يده في في الحية فلا تضره وتضر الوليدة الأسد فلا يضرها ويكون الذئب في الغنم كأنه كلبها، وتملأ الأرض من السلم كما يملأ الإناء من الماء، وتكون الكلمة واحدة فلا يعبد إلا الله، وتضع الحرب أوزارها وتسلب قريش ملكها وتكون الأرض كفاثور الفضة تنبت نباتها بعهد آدم حتى يجتمع النفر على القطف من العنب فيشبعهم يجتمع النفر على الرمانة فتشبعهم ويكون الثور بكذا وكذا من المال ويكون الفرس بالدريهمات. قالوا: يا رسول الله وما يرخص الفرس ؟ قال: لا تركب لحرب أبدا قيل: فما يغلي الثور قال: تحرث الأرض كلها. وإن قبل خروج الدجال ثلاث سنوات شداد يصيب الناس فيها جوع شديد يأمر الله السماء السنة الأولى أن تحبس ثلث مطرها ويأمر الأرض أن تحبس ثلث نباتها ثم يأمر السماء في السنة الثانية فتحبس ثلثي مطرها ويأمر الأرض فتحبس ثلثي نباتها ثم يأمر السماء في السنة الثالثة فتحبس مطرها كله فلا تقطر قطرة ويأمر الأرض فتحبس نباتها كله فلا تنبت خضراء فلا يبقى ذات ظلف التهليل والتكبير والتحميد ويجزئ ذلك عليهم مجزأة الطعام ) | المسيح الدجال |

## صفاته
- مكتوب بين عينيه كافر، قال رسول الله: (مَا بُعِثَ نَبِيٌّ إِلا أَنْذَرَ أُمَّتَهُ الأَعْوَرَ الْكَذَّابَ، أَلا إِنَّهُ أَعْوَرُ وَإِنَّ رَبَّكُمْ لَيْسَ بِأَعْوَرَ، وَإِنَّ بَيْنَ عَيْنَيْهِ مَكْتُوبٌ كَافِرٌ) رواه البخاري برقم (6598). والمؤمن الأمّي الذي لا يعرف القراءة أو الكتابة سيعرف أن هذا هو الدجال، فيخلق الله للمؤمن الإدراك لديه وإن كان بدون تعلُّم، قال ابن حجر: "وهذه الكتابة حقيقية على ظاهرها، ولا يشكل رؤية بعض الناس لهذه الكتابة دون بعض، وقراءة الأمي لها، وذلك أن الإدراك في البصر يخلقه الله للعبد كيف شاء ومتى شاء، فهذا يراه المؤمن بعين بصره، وإن كان لا يعرف الكتابة، ولا يراه الكافر ولو كان يعرف الكتابة، كما يرى المؤمن الأدلة بعين بصيرته ولا يراه الكافر فيخلق الله للمؤمن الإدراك دون تعلّم، لأن ذلك الزمن تنخرق فيه العادات".[13]
- ممسوح العين اليمنى (أعور)، قال رسول الله: (بَيْنَا أَنَا نَائِمٌ رَأَيْتُنِي أَطُوفُ بِالْكَعْبَةِ فَإِذَا رَجُلٌ آدَمُ سَبْطُ الشَّعَرِ بَيْنَ رَجُلَيْنِ يَنْطُفُ رَأْسُهُ مَاءً فَقُلْتُ مَنْ هَذَا قَالُوا ابْنُ مَرْيَمَ. فَذَهَبْتُ أَلْتَفِتُ فَإِذَا رَجُلٌ أَحْمَرُ جَسِيمٌ جَعْدُ الرَّأْسِ أَعْوَرُ الْعَيْنِ الْيُمْنَى كَأَنَّ عَيْنَهُ عِنَبَةٌ طَافِيَةٌ قُلْتُ مَنْ هَذَا قَالُوا هَذَا الدَّجَّالُ، أَقْرَبُ النَّاسِ بِهِ شَبَهًا ابْنُ قَطَنٍ) رواه البخاري برقم (6508).
- شعره مُجَعَّد، قال رسول الله في وصف الدجال: (إِنَّهُ شَابٌّ قَطَطٌ) رواه مسلم برقم (5228)، يعني: شعره شديد الجعودة.[14][15]
- معه جنة وهي نار، ومعه نار وهي جنة، وهي قدرة من قدرات الدجال يفتن بها الإنسان، قال رسول الله في وصف قدرات الدجال: (مَعَهُ جَنَّةٌ وَنَارٌ، فَنَارُهُ جَنَّةٌ وَجَنَّتُهُ نَارٌ) رواه مسلم برقم (5222).
- عقيم لا ينجب أبناء، فقد جاء في حديث أبي سعيد الخدري في قصته مع ابن صياد، فقد قال لأبي سعيد: (أَلَسْتَ سَمِعْتَ رَسُولَ اللَّهِ يَقُولُ: إِنَّهُ لا يُولَدُ لَهُ؟ قَالَ قُلْتُ: بَلَى) رواه مسلم برقم (5209).
- قصير الطول، ومتباعد ما بين الرجلين عند المشي، قال رسول الله: (إِنَّ مَسِيحَ الدَّجَّالِ رَجُلٌ قَصِيرٌ أَفْحَجُ) رواه أبو داوود (4320). ومعنى أفحج: يباعد رجليه عند المشي.[16]
- شديد البياض مشرب بحمرة، عن عبد الله بن عمر أن رسول الله قال في وصف الدجال: (فإذا رجل أحمر جسيم). رواه مسلم (2937) قال ابن حجر العسقلاني: "الأحمر عند العرب معناه: شديد البياض مع الحمرة".[17]
- عند ظهوره فهو رجل شاب جسيم هجان أحمر البشرة، رأسه أصلة أي تشبه رأس أفعى الأصلة، أجلى الجبهة عريض النحر، في رواية أنه قصير وأفحج أي متباعد ما بين الفخذين وفيه انحناء في ظهره، أعور العين اليمنى كأنها نخامة على حائط مجصص وكأنها عنبة طافية وفي روايات أن إحدى عينيه ممسوحة وعينه اليسرى عليها ظفرة غليظة ومكتوب على جبهته كفر أو كافر يقرؤها كل مؤمن قارئ أو غير قارئ، كما يروي في الآثار أنه عقيم لا يولد له، وهو أشبه الناس برجل يدعى عبد العزى بن قطن كما جاء في الأحاديث.

كما أن الحديث الذي قاله الرسول ﷺ الذي فيه تشبيه للدجال هو ((حدثنا عبد الله حدثني أبي حدثنا سريج حدثنا فليح عن نافع عن ابن عمر قال
-قال رسول الله أراني في المنام عند الكعبة فرأيت رجلا آدم كأحسن ما ترى من الرجال لمة قد رجلت ولمته تقطر ماء واضعا يده على عواتق رجلين يطوف بالبيت رجل الشعر فقلت من هذا فقالوا المسيح بن مريم ثم رأيت رجلا جعدا قططا أعور عين اليمنى كأن عينه عنبة طافية كأشبه من رأيت من الناس بابن قطن واضعا يديه على عواتق رجلين يطوف بالبيت فقلت من هذا فقالوا هذا المسيح الدجال.)).
في.
كما قال المصطفى: ((حدثنا عبد الله حدثني أبي حدثنا محمد بن سابق حدثنا إبراهيم بن طهمان عن أبي الزبير عن جابر بن عبد الله أنه قــال:-قال رسول الله يخرج الدجال في خفقة من الدين وإدبار من العلم فله أربعون ليلة يسيحها في الأرض اليوم منها كالسنة واليوم منها كالشهر واليوم منها كالجمعة ثم سائر أيامه كأيامكم هذه وله حمار يركبه عرض ما بين أذنيه أربعون ذراعا فيقول للناس أنا ربكم وهو أعور وإن ربكم ليس بأعور مكتوب بين عينيه كافر كفر فهجاة يقرؤه كل مؤمن كاتب وغير كاتب يرد كل ماء ومنهل إلا المدينة ومكة حرمهما الله إليه وقامت الملائكة بأبوابها ومعه جبال من خبز والناس في جهد إلا من تبعه ومعه نهران أنا أعلم بهما منه نهر يقول الجنة ونهر يقول النار فمن أدخل الذي يسميه الجنة فهي النار ومن أدخل الذي يسميه النار فهو الجنة قال ويبعث الله معه شياطين تكلم الناس ومعه فتنة عظيمة يأمر السماء فتمطر فيما يرى الناس ويقتل نفسا ثم يحييها فيما يرى الناس لا يسلط على غيرها من الناس ويقول أيها الناس هل يفعل مثل هذا إلا الرب عز وجل قال فيفر المسلمون إلى جبل الدخان بالشام فيأتيهم فيحاصرهم فيشتد حصارهم ويجهدهم جهدا شديدا ثم ينزل عيسى بن مريم فينادي من السحر فيقول يا أيها الناس ما يمنعكم أن تخرجوا إلى الكذاب الخبيث فيقولون هذا رجل جني فينطلقون فإذا هم بعيسى بن مريم فتقام الصلاة فيقال له تقدم يا روح الله فيقول ليتقدم أمامكم فليصل بكم فإذا صلى صلاة الصبح خرجوا إليه قال فحين يرى الكذاب ينماث كما ينماث الملح في الماء فيمشي إليه فيقتله حتى أن الشجرة والحجر ينادي يا روح الله هذا يهودي فلا يترك ممن كان يتبعه أحدا إلا قتله.)).

### حالة الظن أنه صافٍ بن صياد
قد أعتقد بعض الناس زمن الصحابة أن ابن صياد هو الدجال. وتتبع امره رسول الله لفترة.
وقد ثبت في الصحاح أن النبي  كان يشك في شخصا من يهود المدينة يقال له صافٍ بن صياد أنه هو الدجال وعندما زاد وكثر شك النبي خرج بنفسه ليتأكد هل هذا الرجل فعلا هو الدجال أم لا؟ فخرج  وخرج معه الفاروق عمر ابن الخطاب ووصل إلى حصن ابن صياد. قال عمر: فتعجبت عندما رأيت النبي يتخفى خلف الأشجار وينتقل مسرعا من شجرة إلى أخرى حتى وصل بالقرب من ابن صياد وكان مستلقيا على الأرض يتمتم بكلمات لا تفهم فأخذ النبي  ينصت له محاولا ان يفهم ما يقول دون فائدة وبينما هم كذلك خرجت من البيت أم ابن صياد وصاحت تقول يا صافي هذا محمد فثار ابن صياد فقال النبي لو تركته (أي لو لم تصيح) لظهر لي أمره وبانت حقيقته هل هو الدجال أم لا. فقام النبي يسأله يا بن صياد أتشهد أني رسول الله فقال أشهد بأنك رسول الأمين وقال أبن صياد للنبي  أتشهد بأني رسول الله (والعياذ بالله) فقال آمنت بالله ورسله، آمنت بالله ورسله ثم قال: يا بن صياد قد خبأت لك خبأه (والمعنى أنني اخترت لك كلمه في نفسي حاول أن تعرف ما هي) فقال ابن صياد «الدخ.. الدخ.. الدخ» فقال له النبي (أخسأ فلن تعدو قدرك) ثم أن عمر سأل النبي ما خبأت له يارسول الله فقال: خبأت له كلمة «الدخان» وعرف أبن صياد نصفها عندما قال «الدخ.. الدخ» فقال عمر يارسول الله دعني أقطع عنقه فقال: دعه يا عمر فإذا كان هو الدجال فلن تسلط عليه وإذا لم يكن هو فلا خير لك في قتله. فانتشر أمر ابن صياد وشكوك النبي فيه بين الناس حتى أن عمر بن الخطاب كان يقسم أمام النبي أنه هو الدجال والنبي  لا ينكر عليه. فقام الناس يحذرون أبن صياد. وعن زيد بن وهب قال: (قال أبو ذر لأن أحلف عشر مرات أن ابن صياد هو الدجال أحب إليّ من أن أحلف مرة واحد أنه ليس به) رواه أحمد. وبعد وفاة النبي روى عبد الله ابن عمر ابن الخطاب حادثة حدثت له مع ابن صياد وذلك أن أبن صياد قد كثر ماله وولده حتى أصبح من أكثر الناس مالا وولدا فرآه عبد الله ابن عمر ومعه مجموعة من الصحابة  في أحد أزقة المدينة وإذا ابن صياد قد أصبح أعور فتوجه إليه ابن عمر وقال له متى فعلت عينك ما أرى يا بن صياد؟ فقال لا أدري قمت ووجدتها هكذا فقال له ابن عمر لا تدري عن عينك وهي في رأسك! فقال أبن صياد لو شاء الله لجعلها في عصاك فغضب عليه ابن عمر وضربه بالعصا التي كانت معه عندها غضب ابن صياد غضبا شديدة وانتفخ انتفاخه عجيبة لم نر مثلها قال ابن عمر: فتوجهت بعدها إلى بيت أختي حفصة ا (أم المؤمنين وزوج النبي ) وأخبرتها ماحدث لي مع ابن صياد فلامتني على ذلك وقالت لي ألا تعلم أن النبي قد أخبرنا أن الدجال يخرج من غضبة يغضبها. ولكن مع تقدم الأيام أسلم صافي أبن صياد وذهب حاجاً إلى بيت الله الحرام في مكة المكرمة وذكر ذلك في صحيح مسلم عن أبي سعيد الخدري قال: بينما نحن في طريق العودة إلى المدينة من الحج توقفنا وتفرق الناس للراحة ولم يبقى عندي إلا ابن صياد فأستوحشت منه وقلت له لو ذهبت إلى ذلك الظل أريـد أن أبعده عني فلما ذهب ووضع متاعه بعيدا عني رجع إلي ومعه لبن يريدني أن أشرب منه فقلت له أن الحر شديد وهذا اللبن حار لا أريد أن أشربه ومابي من شيء إلا أنني أكره أن أشرب من يده فجلس بجانبي وقال لي يا أبا سعيد لقد هممت أن آخذ حبلاً وأعلقه في شجرة وأخنق نفسي فيه مما يقول عني الناس بأني أنا الدجال وأنت من صحابة النبي ولا تخفى عليك أحاديثه وهو الذي قال أن الدجال كافرا وانا مسلم وأن الدجال لا يدخل مكة أو المدينة وانا غير ذلك وأن الدجال لا يولد له وأنا لدي الأولاد أما والله أني لا أعلم الدجال ولا أعلم اين هو فقال له أبا سعيد: أيسرك أنك أنت الدجال فقال ابن صياد لو عرض علي لما كرهت. رواه مسلم
وأيضا: ((حدثنا عبد الله حدثني أبي حدثنا محمد بن جعفر حدثنا عوف عن أبي نضرة عن أبي سعيد الخدري قــال:-أقبلنا في جيش من المدينة قبل هذا المشرق قال فكان في الجيش عبد الله بن صياد وكان لا يسايره أحد ولا يرافقه ولا يؤاكله ولا يشاربه ويسمونه الدجال فبينما أنا ذات يوم نازل في منزل لي إذ رآني عبد الله بن صياد جالسا فجاء حتى جلس إلي فقال يا أبا سعيد ألا ترى إلى ما يصنع الناس لا يسايرني أحد ولا يرافقني أحد ولا يشاربني أحد ولا يؤاكلني أحد ويدعونني الدجال وقد علمت أنت يا أبا سعيد أن رسول الله قال إن الدجال لا يدخل المدينة وإني ولدت بالمدينة وقد سمعت رسول الله يقول إن الدجال لا يولد له ولد وقد ولد لي ولد فوالله لقد هممت مما يصنع بي هؤلاء الناس أن آخذ حبلا فأخلو فأجعله في عنقي فأختنق فأستريح من هؤلاء الناس والله ما أنا بالدجال ولكن لو شئت لأخبرتك باسمه واسم أبيه واسم أمه واسم القرية التي يخرج منها.)).
وأيضا: ((حدثنا عبد الله حدثني أبي حدثنا عفان حدثنا حماد بن سلمة أنبأنا سعيد الجريري عن أبي نضرة عن أبي سعيد الخدري قــال:-حججنا فنزلنا تحت ظل الشجرة وجاء ابن صائد فنزل إلى جنبي قال فقلت ما صب الله هذا علي فجاءني فقال يا أبا سعيد أما ترى ما ألقى من الناس يقولون أنت الدجال أما سمعت النبي يقول إن الدجال لا يولد له ولا يدخل المدينة ولا مكة وقد جئت الآن من المدينة وأنا هو ذا أذهب إلى مكة وقد قال حماد وقد دخل مكة وقد ولد له ولد حتى رققت له ثم قال والله إن أعلم الناس بمكانه الساعة أنا فقلت تبا لك سائر اليوم.))

## مكان خروجه وحركته في الأرض ومقتله

### مكان خروجه
يخرج المسيح الدجال من جهة المشرق من خُرَاسان، في إيران، وتحديدًا مدينة أصفهان. ويتبعه سبعون ألف يهودي عليهم الطَّيَالِسَة، فَعَن أبي بكر الصديق، أن رسول الله قال: «الدَجَّال يخرج من أرضٍ بالمشرق يقال لها خُرَاسان». وعن أنس بن مالك، قال رسول الله: «يتبع الدجال من يهود أصبهان سبعون ألفًا عليهم الطَّيَالِسَة». ومعنى الطَّيَالِسَة: كساء غليظ مخطط.

### مدة مكوثه في الأرض
يمكث الدجال في الأرض مدةَ أربعين يومًا، يوم كسنة، ويوم كشهر، ويوم كأسبوع، وسائر أيامه كأيامنا العادية. فعن النواس بن سمعان، أن الصحابة سألوا رسول الله: كم يلبث الدجال في الأرض؟ فقال رسول الله: «أربعون يومًا: يوم كسنة، ويوم كشهر، ويوم كجمعة، وسائر أيامه كأيامكم».

### هلاكه
يُقْتَلْ المسيح الدجال على يد المسيح عيسى بن مريم، فعندما يظهر الدجال على الأرض، وتعم فتنته، ويكثر أتباعه، لا ينجو إلا قلّة من المؤمنين، فينزل عيسى بن مريم عند المنارة الشرقية بدمشق ويؤمن به المسلمون، ويذهب لقتل المسيح الدجال الذي يكون في طريقه إلى القدس، فيلحق به عيسى بن مريم عند باب لُدّ بفلسطين ويقتله، فينهزم أتباع الدجال ويقتلهم أتباع عيسى بن مريم، حتى يقول الشجر والحجر: "يا مسلم! يا عبد الله! هذا يهودي خلفي، تعال فاقتله". فعن عبد الله بن عمرو، أن رسول الله قال: «يخرج الدجال في أمتي فيمكث أربعين»... فذكر الحديث وقال: «فيبعث الله عيسى بن مريم كأنه عروة بن مسعود فيطلبه فيهلكه» وعن مجمع الأنصاري، قال رسول الله: «يَقْتُلُ ابِنُ مريمَ الدَّجالَ بباب لُدٍّ». وعن جابر بن عبد الله، أن رسول الله قال: «يَخْرُجُ الدَّجَّالُ فِي خَفْقَةٍ مِنْ الدِّينِ وَإِدْبَارٍ مِنْ الْعِلْمِ»... فذكر الحديث وفيه: «ثُمَّ يَنْزِلُ عِيسَى بنُ مَرْيَمَ فَيُنَادِي مِنْ السَّحَرِ، فَيَقُولُ: يَا أَيُّهَا النَّاسُ، مَا يَمْنَعُكُمْ أَنْ تَخْرُجُوا إِلَى الْكَذَّابِ الْخَبِيثِ؟ فَيَقُولُونَ: هَذَا رَجُلٌ جِنِّيٌّ فَيَنْطَلِقُونَ، فَإِذَا هُمْ بِعِيسَى بنِ مَرْيَمَ صَلَّى اللَّهُ عَلَيْهِ وَسَلَّمَ فَتُقَامُ الصَّلاةُ، فَيُقَالُ لَهُ: تَقَدَّمْ يَا رُوحَ اللَّهِ، فَيَقُولُ: لِيَتَقَدَّمْ إِمَامُكُمْ فَلْيُصَلِّ بِكُمْ. فَإِذَا صَلَّى صَلاةَ الصُّبْحِ، خَرَجُوا إِلَيْهِ، قَالَ: فَحِينَ يَرَى الْكَذَّابُ يَنْمَاثُ كَمَا يَنْمَاثُ الْمِلْحُ فِي الْمَاءِ، فَيَمْشِي إِلَيْهِ فَيَقْتُلُهُ، حَتَّى إِنَّ الشَّجَرَةَ وَالْحَجَرَ يُنَادِي: يَا رُوحَ اللَّهِ! هَذَا يَهُودِيٌّ، فَلا يَتْرُكُ مِمَّنْ كَانَ يَتْبَعُهُ أَحَدًا إِلا قَتَلَهُ»

### معركة الملحمة الكبرى
قبل خروج الدجال مباشرة، وكما ورد في الأحاديث، فإن معركة كبيرة (الملحمة الكبرى)، يُعتقد أنها بقيادة المهدي ستقع في بلاد الشام بين المسلمين وفسطاطهم بدمشق، وبين المسيحيين الروم، في مكان ببلاد الشام يسمى بالأعماق أو مرج دابق قرب حلب، بعد غدر الروم ونقضهم الهدنة، ويرى بعض الباحثين أنها قد تكون معركة أرمجدون الفاصلة بين الخير والشر والتي يؤمن بها اليهود والمسيحيون والمذكورة في الكتاب المقدس. وفي بعض الأحاديث أن المسلمين والمسيحيين سيقاتلون عدوا ما لم يذكره الرسول، وينتصرون عليه بإذن الله، ثم يغدر بهم فينتصرون، ثم يصلون إلى روما ويفتحوها، حيث يصالح المسلمون الروم صلحا آمنا، ويشتركون معا في مقاتلة عدو من ورائهم فينتصرون ويغنمون، ثم يعودون إلى مرج ذي تلول أي أرض خضراء يكثر فيها النبات عند دابق قرب حلب، فيرفع رجل من الروم الصليب ويقول: غلب الصليب، فيغضب رجل من المسلمين، فيقوم إليه فيقتله، فعند ذلك يغدر الروم ويجتمعون للملحمة، ويعدون لها تسعةَ أشهر، فيأتون تحت ثمانين راية، تحت كل راية اثنا عشر ألفًا، فيكون تعداد جيشهم 960 ألفا. ويخرج لهم جيش المسلمين من المدينة من أخيار أهل الأرض يومئذ، فإذا تصافوا قالت الروم: خلوا بيننا وبين الذين سبوا منا نقاتلهم، فيقول المسلمون: لا والله، لا نخلي بينكم وبين إخواننا، فيقاتلونهم فينهزم ثلث لا يتوب الله عليهم أبداً، ويقتل ثلثهم أفضل الشهداء عند الله، وروي أنه يكون عند ذاك القتال ردة شديدة، فيشترط المسلمون شرطة للموت لا ترجع إلا غالبة، فيقتتلون حتى يحجز بينهم الليل، فيبقى هؤلاء كل غير غالب وتفنى الشرطة، ثم يشترط المسلمون شرطة للموت لا ترجع إلا غالبة، فيقتتلون ثم يبقى هؤلاء وهؤلاء كل غير غالب وتفنى الشرطة، ثم يشترط المسلمون شرطة للموت لا ترجع إلا غالبة، فيقتتلون حتى يحجز بينهم الليل فيفيء هؤلاء وهؤلاء كل غير غالب وتفنى الشرطة، فإذا كان اليوم الرابع، نهض إلى جيش المسلمين بقية أهل الإسلام، فيجعل الله الدائرة على الروم المسيحيين، فيقتتلون مقتلة قيل أنه لا يرُى مثلها، حتى إن الطائر ليمر بجنباتهم فما يخلفهم حتى يخر ميتًا، ويعد الرجل من تبقى من عائلته أو قبيلته كانوا مائْة فلا يجدونه بقي منهم إلا الرجل الواحد، فلا يفرح أحد بغنيمة عنئذ أو ميراث، ويفتتح جيش المسلمين وضمنهم 70 ألف من بني إسحاق، كما جاء في الحديث، مدينة القسطنطينية ومدينة روما بالتكبير والتسبيح، وبينما هم كذلك إذا سمعوا الصريخ وهو إبليس يقول أن الدجال قد خلفهم في ذراريهم وأهليهم، وهو كاذب فلم يكن قد خرج بعد، فيتركون ما في أيديهم ويُقبلون فيبعثون عشرة فوارس طليعة للاستطلاع قال رسول الله: «إني لأعلم أسماءهم، وأسماء آبَائِهم، وألوانَ خيولهم، هم خير فوارس على ظهر الأرض يومئذٍ»، وفي رواية أن الملحمة الكبرى وفتحُ القسطنطينية وخروجُ الدجال في سبعة أشهر، وفي أخرى ست سنوات، يخرج الدجال في السابعة.

### بداية ظهور الدجال
يقول ابن كثير في كتاب البداية والنهاية: «يؤذن لهُ في الخروج في آخر الزمان، بعد فتح المسلمين مدينة الروم المسماة بقسطنطينية، فيكون بدء ظهورهِ من أصفهان، من حارة منها يقال لها اليهودية، وينصره من أهلها سبعون ألف يهودي عليهم الأسلحة والتيجان وهي الطيالسة الخضراء، وكذلك ينصره سبعون ألفًا من التتار، وخلق من أهل خراسان. فيظهر أولاً في صورة رجل صالح، ثم في صورة ملك من الملوك الجبابرة، ثم يدعي النبوة، ثم يدعي الربوبية. فيتبعه على ذلك الجهلة من بني آدم، والطغام من الرعاعٍ والعوام، ويخالفه ويرد عليه من هدى الله من عباده الصالحين وحزب الله المتقين. يأخذ البلاد بلدًا بلدًا، وحصنًا حصنًا، وإقليمًا إقليمًا، وكورة كورة، ولا يبقى بلد من البلاد إلا وطئه بخيله ورجله غير مكة والمدينة».

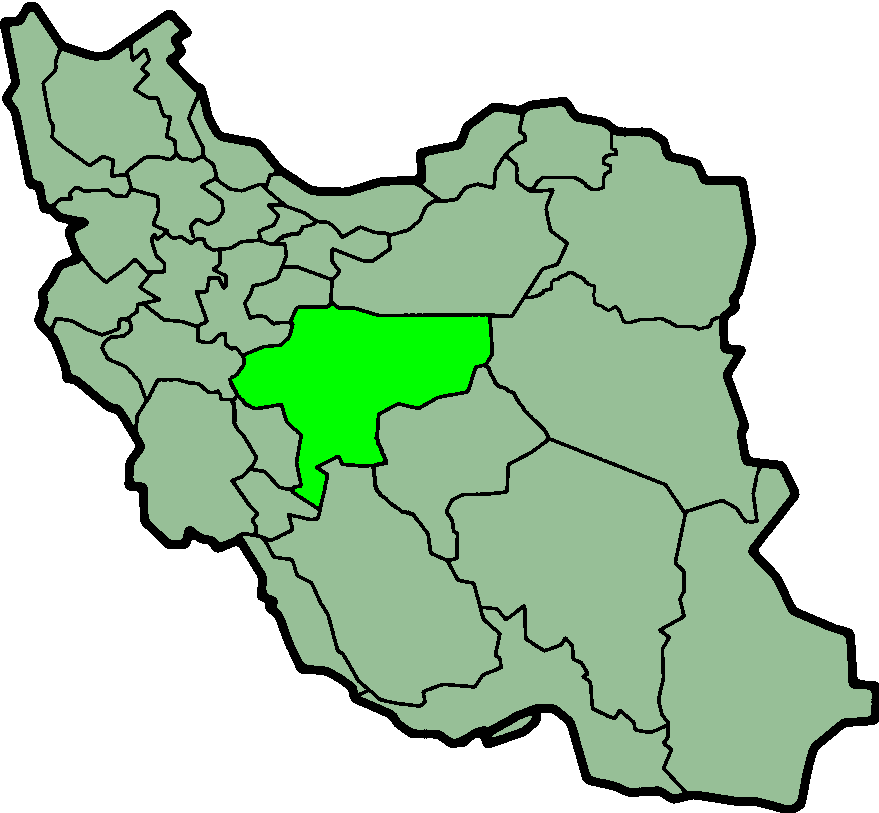
" يتبع الدجال سبعون ألفًا من يهود أصفهان الواقعة اليوم في إيران "

ويظهر من قبل المشرق، وتحديدا في مكان أو خلة بين الشام والعراق، فيخرب ويعيث فساداً في الأرض يمينا وشمالا. فد ورد في أحاديث أنه يظهر من إقليم خراسان، ويؤمن به ويتبعه سبعون ألفا من يهود أصفهان عليهم الطيلسان، وكلهم ذو سيف محلى وساج، كما يتبعه ويؤمن به أقوام كأن وجوههم المجان المطرقة، إضافة للمنافقين من المسلمين بحسب الحديث: «ينشأُ نشءٌ يقرءون القرآن لا يجاوز تراقيهم، كلما خرج قرن قطع، حتى يخرج في عراضهم الدجال».
ويهرب الناس منهُ إلى الجبال، كما جاء في الحديث: «ليفرن الناس من الدجال في الجبال. قالت أم شريك: يا رسول الله فأين العرب يومئذ؟ قال: هم قليل».
ويسير الدجال بجيوشهِ قادما من الشرق قاصدا غزو المدينة المنورة ويلتف حولها فيصعد جبل أحد فيطلع فينظر إلى المدينة فيقول لأصحابه: (ألا ترون هذا القصر الأبيض، هذا مسجد أحمد) ثم يأتي المدينة فيجد بكل نقب من نقابها ملكا مصلتا ويقيم مقرا له في الضريب الأحمر عند سبخة الجرف فترجف المدينة بأهلها ثلاث رجفات فلا يبقى منافق ولا منافقة ولا فاسق ولا فاسقة إلا خرج إليه فتخلص المدينة وتفني الخبث منها كما ينفي الكير خبث الحديد ويدعى ذلك اليوم يوم الخلاص كما سماه الرسول ويحاول دخولها لكنه يفشل فالملائكة تمنعه من ذلك ولا يدع الدجال مكانا أو قرية في الأرض إلا دخلها وغزاها ووطئها في فترة زمنية هي 40 ليلة، إلا مكة والمدينة فهما محرمتان عليه.
وجاء في الحديث عن مسلم وأحمد: «تغزون جزيرة العرب، فيفتحها الله عز وجل، ثم فارس، فيفتحها الله عز وجل، ثم تغزون الروم، فيفتحها الله، ثم تغزون الدجال فيفتحه الله».
ويحارب المسلمون الذين طالبهم رسول الله بالثبات ففي الحديث قال: «يا عباد الله فاثبتوا»، وهم يحاربون جيش الدجال على ضفاف نهر الأردن، حينها يكون المسلمون شرق النهر والدجال غربه، وأشد المسلمين عليهِ من بني تميم، ويحاصر الدجال بقيتهم في جبل الدخان بالشام. وبينما هم كذلك، ينزل المسيح عيسى بن مريم عند المنارة البيضاء شرقي دمشق، ليقود المسلمين حكما عدلا وإماما مقسطا، والعرب يومئذ قليل، وأكثرهم ببيت المقدس، وإمامهم رجل صالح. فبينما إمامهم قد تقدم يصلي بهم الصبح، إذ نزل عليهم عيسى بن مريم، فيرجع الإمام ينكص ليتقدم عيسى يصلي بالناس، فيضع عيسى يده بين كتفيه ثم يقول لهُ: «تقدم فصل فإنها لك أقيمت»، فيصلي بهم إمامهم، وبعدها يقول عيسى: «افتحوا الباب» فيفتح ووراءه الدجال، وليقوم بتتبع الدجال الذي يفر منهُ ويذوب مثل الملح ما أن يراه، ويقول عيسى: «إن لي فيك ضربة لن تسبقني بها»، فيدركه عند باب اللد الشرقي فيقتله، ويري المسلمين دمه في حربته، فيهزم الله اليهود فلا يبقى شيء مما خلق الله يتوارى به يهودي إلا أنطق الله ذلك الشيء، لا حجر ولا شجر ولا حائط ولا دابة إلا قال: يا عبد الله المسلم هذا يهودي فتعال أقتله. إلا الغرقد فإنها من شجرهم لا تنطق. ثم يَمْكُثُ عيسى في الأرض أربعين سنة إمامًا عادِلاً وحَكَمًا مُقْسطًا.

## هدفه
هدف الدجال هو أن يجعل الإنسان يكفر بالله ويؤمن به كإله، فعن أبي أمامة الباهلي، قال رسول الله عن الدجال: «وَإِنَّ مِنْ فِتْنَتِهِ أَنْ يَقُولَ لأَعْرَابِيٍّ: أَرَأَيْتَ إِنْ بَعَثْتُ لَكَ أَبَاكَ وَأُمَّكَ أَتَشْهَدُ أَنِّي رَبُّكَ؟ فَيَقُولُ: نَعَمْ. فَيَتَمَثَّلُ لَهُ شَيْطَانَانِ فِي صُورَةِ أَبِيهِ وَأُمِّهِ، فَيَقُولانِ: يَا بُنَيَّ اتَّبِعْهُ فَإِنَّهُ رَبُّكَ».

## قدراته
- معه جنة ونار، وناره جنة وجنته نار، فَعَن حذيفة بن اليمان، قال رسول الله عن الدجال: «مَعَهُ جَنَّةٌ وَنَارٌ، فَنَارُهُ جَنَّةٌ، وَجَنَّتُهُ نَارٌ».[31]
- يأمر السماء فتمطر بإذن الله، ويأمر الأرض فتنبت بإذن الله، فَعَن النوَّاس بن سمعان، قال رسول الله عن الدجال: «فَيَأْتِي عَلَى الْقَوْمِ فَيَدْعُوهُمْ فَيُؤْمِنُونَ بِهِ وَيَسْتَجِيبُونَ لَهُ، فَيَأْمُرُ السَّمَاءَ فَتُمْطِرُ، وَالأَرْضَ فَتُنْبِتُ».[32]
- معه نهران يجريان أحدهما ماء أبيض والآخر نار، فَعَن حذيفة بن اليمان، قال رسول الله: «لأنَا أَعْلَمُ بِمَا مَعَ الدَّجَّالِ مِنْهُ، مَعَهُ نَهْرَانِ يَجْرِيَانِ، أَحَدُهُمَا رَأْيَ الْعَيْنِ مَاءٌ أَبْيَضُ، وَالآخَرُ رَأْيَ الْعَيْنِ نَارٌ تَأَجَّجُ، فَإِمَّا أَدْرَكَنَّ أَحَدٌ فَلْيَأْتِ النَّهْرَ الَّذِي يَرَاهُ نَارًا وَلْيُغَمِّضْ ثُمَّ لْيُطَأْطِئْ رَأْسَهُ فَيَشْرَبَ مِنْهُ فَإِنَّهُ مَاءٌ بَارِدٌ».[33]
- روي عن عمران بن حصين أنه قال: قال رسول الله: «ما بين خلق آدم إلى قيام الساعة خلق أكبر من الدجّال».[34] وجاء في تفسير هذا الحديث في صحيح مسلم: المراد ليس هنالك أكبر فتنة منه.
- روي عن علي بن أبي طالب: ذكرنا الدجال عند النبي ﷺ وهو نائم فاستيقظ محمرا لونه فقال: «غير ذلك أخوف لي عليكم».[35]
- يبدأ فيقول أنا نبي، وقال رسول الله: ولا نبي بعدي، ثم يثني فيقول أنا ربكم، ويقول الرسول محذرا: لا ترون ربكم حتى تموتوا.
- يقول الدجال للرجل من أهل البادية: أرأيت إن بعثت إبلك ضخاما ضروعها عظاما أسنمتها أتعلم أني ربك؟ فيقول: نعم. فتتمثل له الشياطين على صورة إبله فيتّبعه، ويقول للرجل: أرأيت إن بعثت أباك وابنك ومن تعرف من أهلك، أتعلم أني ربك؟ فيقول: نعم. فتتمثل له الشياطين على صورهم فيتبّعه.
- وإن من فتنته أن يمر بالحي فيكذبونه، فلا تبقى لهم سائمة إلا هلكت. وإن من فتنته أن يمر بالحي فيصدقونه، فيأمر السماء أن تمطر فتمطر، ويأمر الأرض أن تنبت فتنبت، حتى تروح مواشيهم من يومهم ذلك أسمن ما كانت وأعظمه وأمده خواصر وأدره ضروعا.
- يأتي الخربة فيقول لها أخرجي كنوزك فينصرف منها فيتبعه كيعاسيب النحل.
- حدوث مجاعة شديدة يكفي المؤمنين وقتها التكبير والتسبيح والتحميد.
- المؤمن الذي يتحدى الدجال: حيث يخرج رجل مؤمن شاباً ممتلئاً شباباً من المسلمين متوجها نحو الدجال عند خروجه فيتلقاه جيش الدجال فيأخذونه إلى الدجال فإذا رآه المؤمن قال: يا أيها الناس هذا الدجال الذي ذكره رسول الله. فيأمر الدجال به فيشبح، فيقول: خذوه وشجوه. فيوسع ظهره وبطنه ضربا. قال، ويقول له: أوما تؤمن بي؟ فيرد المؤمن: أنت المسيح الكذاب. فيأمر الدجال به فيينشر بالمنشار من مفرقه حتى يفرق بين رجليه، ثم يمشي الدجال بين القطعتين، ثم يقول له: قم. وفي رواية يقول: انظروا إلى عبدي هذا فإني أبعثه الآن ثم يزعم أن له ربا غيري. فيبعثه الله فيستوي قائما، فيقول له الدجال: أتؤمن بي؟ فيقول: ما ازددت فيك إلا بصيرة. ثم يقول المؤمن: يا أيها الناس إنه لا يفعل بعدي بأحد من الناس. فيأخذه الدجال ليذبحه فيُجعَل ما بين رقبته إلى ترقوته نحاسا فلا يستطيع إليه سبيلا. قال فيأخذ بيديه ورجليه فيقذف به فيحسب الناس أنما قذفه إلى النار، وإنما ألقي في الجنة، وهذا الرجل أعظم الناس شهادة عند رب العالمين.

## كيفية الوقاية من فتنته
من أنواع كيفية الوقاية من فتنة الدجال:
1. حفظ أول عشر آيات من سورة الكهف، فقد قال رسول الله: «من أدركه منكم فليقرأ عليه فواتح سورة الكهف».[32]
2. التعوُّذ من فتنة المسيح الدجال، وخاصةً في الصلاة، فَعَن أم المؤمنين عائشة بنت أبي بكر، أن رسول الله كان يدعو في الصلاة ويقول: «اللهم إني أعوذ بك من عذاب القبر، وأعوذ بك من فتنة المسيح الدجال».[37]
3. تقوية الإيمان بالله، والتمسُّك بالدين، ومعرفة أسماء وصفات الله تعالى؛ لكي لا يُفتن بالدجال، فيعلم أن الدجال يأكل ويشرب، والله تعالى منزَّه عن ذلك، وأن الدجال أعور، والله ليس بأعور، وأنه لا أحد يرى ربه إلا بعد الموت، والدجال يراه كل الناس عند خروجه سواءً كان مؤمنًا أم كافرًا.
4. الفرار من الدجال عند رؤيته والابتعاد منه؛ وذلك لما معه من الشبهات العظيمة التي يملكها ويفتن فيها الناس، فإنه يأتيه الرجل وهو يظن في نفسه الإيمان والثبات فيتبع الدجال، فينبغي الفرار منه عند رؤيته وقراءة أول عشر آيات من سورة الكهف.
5. اللجوء إلى مكة والمدينة حيث ان الدجال لا يدخلها:

روي أن رسول اللّه ﷺ قال: 
| المسيح الدجال | قال رسول الله : (المدينة يأتيها الدجال فيجد الملائكة يحرسونها، فلا يقربها الدجال ولا الطاعون إن شاء الله) قال رسول الله :(ليس من بلد إلا سيطؤه الدجال إلا مكة والمدينة، ليس له من نقابها نقب إلا عليه الملائكة صافين يحرسونها، ثم ترجف المدينة بأهلها ثلاث رجفات فيخرج الله كل كافر ومنافق). | المسيح الدجال |

## أشد الأمة عليه
أشد الأمة على الدجال هم قبيلة بنو تميم، فَعَن أبي هريرة قال: «ما زِلْتُ أُحِبُّ بَنِي تَمِيمٍ مُنْذُ ثَلَاثٍ سَمِعْتُ مِن رَسولِ اللَّهِ ﷺ يقولُ فيهم؛ سَمِعْتُهُ يقولُ: هُمْ أشَدُّ أُمَّتِي علَى الدَّجَّالِ، قَالَ: وجَاءَتْ صَدَقَاتُهُمْ، فَقَالَ رَسولُ اللَّهِ ﷺ: هذِه صَدَقَاتُ قَوْمِنَا، وكَانَتْ سَبِيَّةٌ منهمْ عِنْدَ عَائِشَةَ، فَقَالَ: أعْتِقِيهَا؛ فإنَّهَا مِن ولَدِ إسْمَاعِيلَ».

## عند الأحمدية
الدجال في دين الأحمدية هم القسس القادمون من الغرب في القرن الثامن عشر والتاسع عشر، بهدف تشويه الإسلام وتزيين المسيحية في عقول أبناء المسلمين الذين كان الفقر والمرض والجهل هو السائد بينهم، وأن هذه العلامات تصف حاله وحالة الأمة التي خرج منها، وحالة الظروف وقت خروجه.

## عند اليهود
الماشيح في الدين اليهودي هو إنسان مثالي من نسل الملك داود (النبي داود في الإسلام)، يبشر بنهاية العالم، ويخلص الشعب اليهودي من ويلاتهِ. والأحداث المتوقعة عند وصول الماشيح حسب الإيمان اليهودي، تشابه أحداث يوم القيامة في الإسلام والمسيحية، وتتشابه النبوءات التي يعتقد بتحققها اليهود مع بعض الأحداث المتوقع حصولها بحقبة المهدي في الإسلام، وكذلك بعض صفاته في أنه الشخص المثالي الذي يترقبه العالم بأسره.
انتظار مجيء المسيح هو أحد مبادئ الإيمان اليهودي حسب «قائمة المبادئ الثلاثة عشر» التي ألفها موسى بن ميمون، وهو من كبار الحاخامات اليهود في العصور الوسطى.

## عند المسيحيين
يعتقد بعض الباحثين أنه تم ذكر المسيح الدجال في الكتاب المقدس الإنجيل في سفر الرؤيا، وهو المسمى بالوحش الذي يتكلم بالإلحاد والعظائم على الله، ويحارب القديسين، ويكون الحاكم في الإمبراطورية الرومانية الجديدة كما يرى بعض المفسرين.